# Aigars Kalvītis

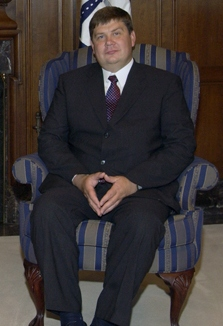
Aigars Kalvītis.

Aigars Kalvītis (nacido el 27 de junio de 1966 en Riga) es un político letón, primer ministro de Letonia entre 2004 y 2007. Kalvītis se graduó en la Universidad Letona de la Agricultura en 1992 con un grado en economía. Entre 1992 y 1998, fue encargado en los varios negocios relacionados con agricultura. Fue uno de fundadores del Partido de la Gente de Letonia en 1997. Fue ministro de Agricultura entre 1999 y 2000 Ministro de Economía entre 2000 y 2002. 
El 2 de diciembre de 2004 fue elegido primer ministro de Letonia, dirigiendo una coalición de gobierno de cuatro partidos, que quedó en minoría tras la salida del Partido de la Nueva Era.
En las elecciones de 2006 la coalición repitió victoria, con lo que Kalvitis repitió como primer ministro. El 20 de diciembre de 2007 dejó su cargo tras la negativa al cese  del jefe de la oficina anticorrupción, reemplazado por Ivars Godmanis.